# Mild hybrid
Mild hybrid (anche ibrido blando o MHEV) indica generalmente una categoria di autoveicoli con motore a combustione interna ma dotati di un piccolo motore elettrico (un motore-generatore in una configurazione ibrida parallela) alimentato da una batteria per veicoli elettrici a bassa tensione, che consente di spegnere il motore ogni volta che l'auto procede per inerzia, in frenata o quando si ferma, dando una ulteriore spinta per poter ripartire più rapidamente.
Gli ibridi leggeri possono impiegare una frenata rigenerativa e un certo livello di assistenza alla potenza del motore a combustione interna (ICE), anche se tali tipologie di veicoli non hanno una modalità di propulsione esclusivamente elettrica.

## Panoramica

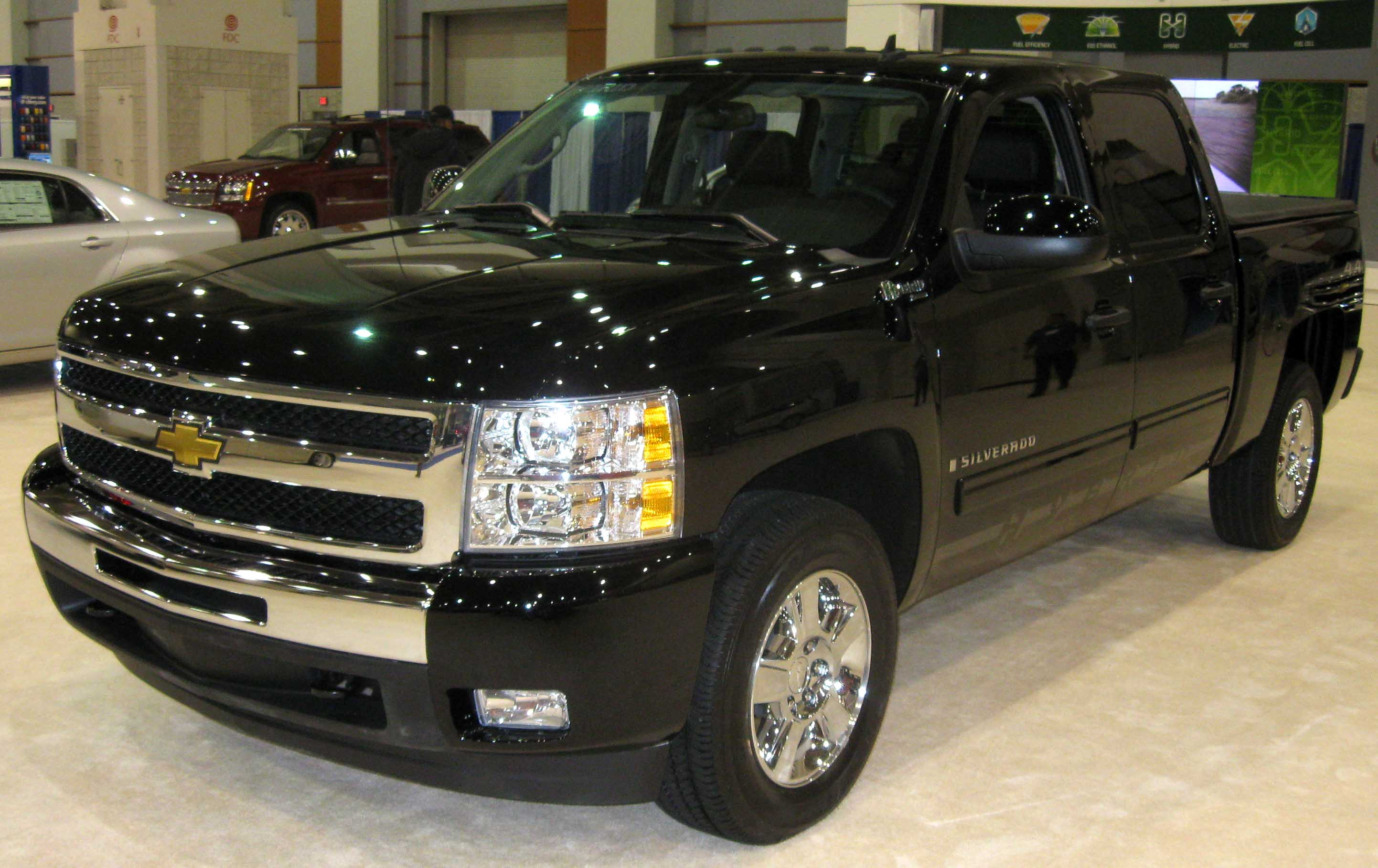
Chevrolet Silverado Hybrid

Il motore elettrico fornisce una maggiore efficienza sostituendo il motorino di avviamento e l'alternatore con un unico dispositivo che assiste il gruppo propulsore. Gli ibridi leggeri non richiedono lo stesso livello di carica della batteria e non raggiungono gli stessi livelli di miglioramento del risparmio di carburante rispetto ai modelli ibridi completi. Un esempio è la Chevrolet Silverado del 2005-2007, Parallel Hybrid Truck (PHT), un camioncino di dimensioni standard con un singolo motore elettrico trifase da 7 kW montato nell'alloggiamento della campana tra il motore e una trasmissione 4L60E convenzionale. Chevrolet è stata in grado di ottenere un miglioramento del 10% sull'efficienza del carburante della città di Silverado spegnendo e riavviando il motore su richiesta e riducendo i carichi parassiti degli accessori. Tuttavia, il PHT non aveva caratteristiche di servoassistenza o "veicolo elettrico" (EV) completamente elettriche e caratteristiche di frenata rigenerativa molto limitate.

## Vantaggi e svantaggi
Rispetto a un veicolo completamente ibrido, gli ibridi leggeri possono offrire alcuni dei vantaggi dell'applicazione delle tecnologie ibride, con una riduzione della penalità in termini di costi e peso sostenuta dall'installazione di una trasmissione ibrida parallela completa. Il risparmio di carburante sarebbe generalmente inferiore con l'uso di un design completamente ibrido, poiché il design non facilita alti livelli di frenata rigenerativa o promuove necessariamente l'uso di motori a combustione interna più piccoli, più leggeri ed efficienti.
Ciò è particolarmente evidente nella marcia in ambito urbano, dove la prima accelerazione e l'abbondanza di frenate (rigenerative, quindi a favore delle batterie) consente un maggiore alleggerimento del carico sul motore termico.

## Esempi

### General Motors
Gli ibridi leggeri di General Motors tra cui il Parallel Hybrid Truck (PHT) e numerose auto e SUV equipaggiati con il sistema BAS Hybrid, spesso utilizzano un sistema da 36 a 48 volt per fornire l'energia necessaria per il motore di avviamento, nonché una fonte di potenza in modo da compensare il numero crescente di accessori elettronici sui veicoli moderni. Il sistema mild hybrid di avviamento alternatore a cinghia (BAS) realizzato da GM utilizza una trasmissione a cinghia per avviare il motore a combustione interna (ICE) attraverso la sua unità motore-generatore (MGU), quindi una volta avviato il motore gestisce il gruppo motore-generatore da 14.5 kW per caricare le batterie. Il sistema ibrido BAS utilizza anche la frenata rigenerativa per ricaricare la batteria da 36 V del sistema e può fornire livelli moderati di assistenza in trazione. Secondo l'EPA, una Saturn Vue Greenline del 2009 equipaggiata con il sistema BAS Hybrid offre un miglioramento del 27% del consumo di carburante combinato rispetto alla versione non ibrida (FWD 4cyl).

### Honda
L'Integrated Motor Assist di Honda collega direttamente un motore DC senza spazzole tra il volano e il cambio differenziale, fornendo sia assistenza durante l'accelerazione, sia rigenerazione durante la marcia per inerzia / frenata. È stato prodotto in varie tensioni e potenze, come dettato dalle dimensioni e dal peso dell'applicazione del veicolo. I modelli equipaggiati con l'Integrated Motor Assist includono Honda Insight (1999-2009), Honda Jazz (dal 2011), Honda Civic (dal 2003), Honda Accord (2005-2007) e CR-Z (2010-2016).

### Altri

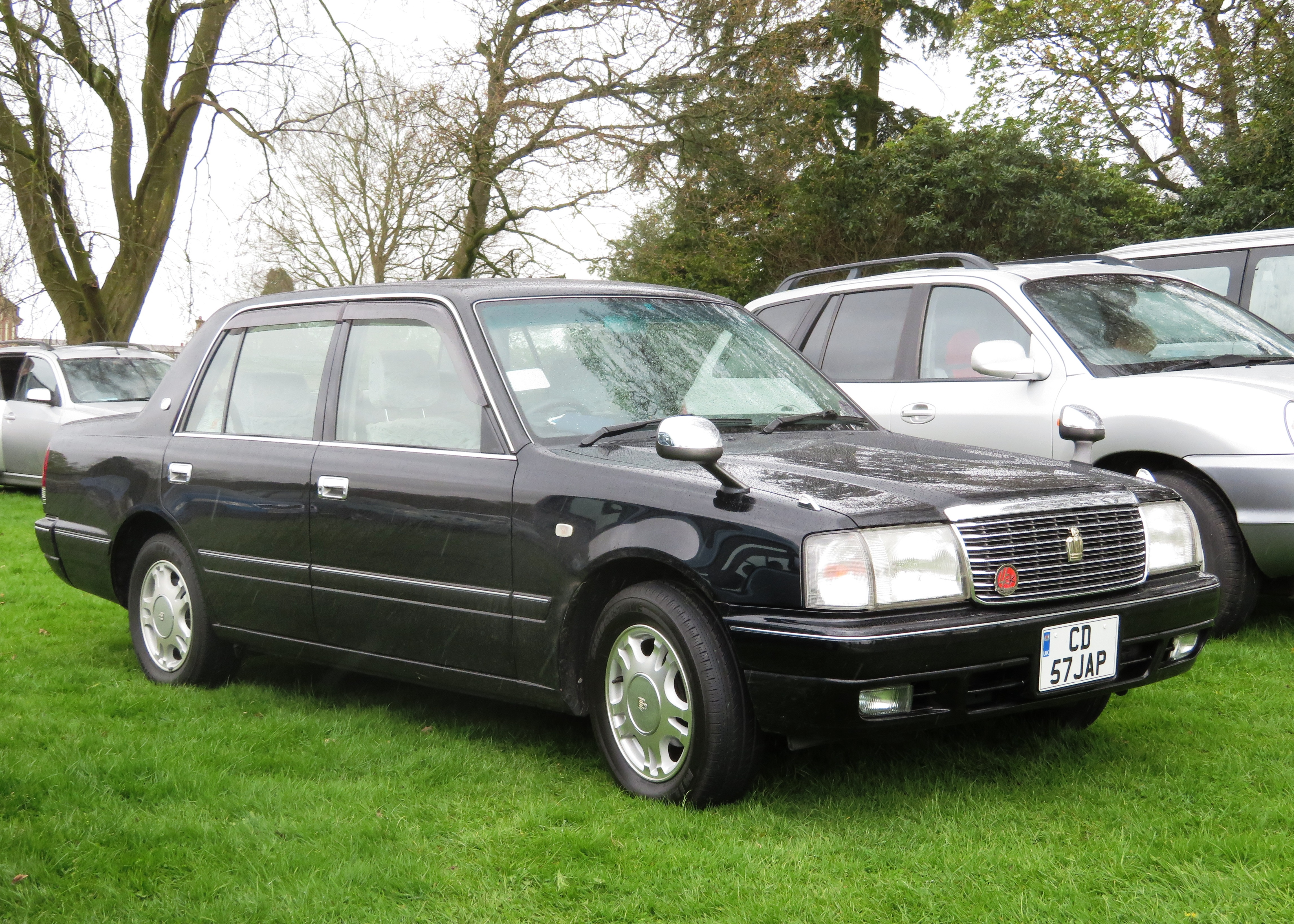
Toyota Crown Super Deluxe Mild Hybrid

Durante le Olimpiadi dell'agosto 2008 a Pechino, la casa automobilistica cinese Chang'an Motors ha fornito un certo numero di auto a trazione ibrida come taxi per atleti e spettatori. L'elettronica di potenza per l'azionamento in modalità "mild hybrid" è stata fornita da Infineon.
La Toyota vendette una versione ibrida delicata della Toyota Crown a partire dal 2002, per il solo mercato interno giapponese. Il risparmio di carburante è stato aumentato rispetto all'unità benzina 3.0 standard a 6 cilindri. Toyota ora vende un ibrido completo con un motore elettrico per la nuova Toyota Crown del 2008 con il marchio Hybrid Synergy Drive.
MINI e BMW hanno implementato lo start e stop in tutti i loro veicoli venduti in Europa con motori a 4 cilindri con cambio manuale, in alcuni casi con frenata rigenerativa.
Citroën propone un sistema start e stop sui suoi modelli C2 e C3. Il concept-car C5 Airscape ne ha una versione migliorata, aggiungendo funzionalità di frenata rigenerativa e assistenza alla trazione e ultracondensatori per il buffering energetico.
Nel 2004 la VW portò a Shanghai due concept-car ibride leggere per la Challenge Bibendum.
Suzuki produce i modelli Ignis, Swift e Baleno con tecnologia SHVS integrata nel 2016 su una nuova piattaforma per auto. Suzuki ha avuto esperienza con questa tecnologia leggermente ibrida nella sua Suzuki Ciaz.
Stellantis ha introdotto, dal 2022, un ibrido leggero avanzato o rafforzato, definito middle-hybrid o mini full-hybrid (messo a punto dagli ingegneri del gruppo FCA), introducendo il nuovo propulsore della famiglia FireFly 1.5 T4-GSE 130 CV, turbobenzina, dapprima sui modelli Compass e Renegade del brand Jeep, poi anche su Fiat Tipo e 500X, da ultimo su Alfa Romeo Tonale.

## Modelli
- Chevrolet Silverado Hybrid (2005-2007)[14]
- Saturn Vue Green Line (BAS Hybrid, 2007-2009)
- Saturn Aura Green Line (modello BAS Hybrid 2007-2009)
- Chevrolet Malibu (modello BAS Hybrid 2008-2010)
- Mercedes-Benz S400 BlueHybrid[4]
- BMW ActiveHybrid 7
- Peugeot 308 e-HDi (dal 2011, indicato dal produttore come microibrido)
- Buick LaCrosse con eAssist (dal 2012)
- Buick Regal con eAssist (dal 2012)
- Buick Regal (2013 in Nord America)
- Ferrari LaFerrari (2013-2018)
- Chevrolet Malibu con eAssist (dal 2014)
- Chevrolet Impala (versione eAssist 2014; arrivo 4º trimestre 2013)
- Ibride Honda con Integrated Motor Assist
- Maruti Suzuki Ciaz con SHVS (dal 2015)
- Maruti Suzuki Ertiga con SHVS (dal 2015)
- Suzuki Ignis, Swift e Baleno con SHVS (dal 2016)
- Audi A8 (dal 2017)
- Audi A6 (dal 2018)
- Audi A4 (dal 2020)
- Audi A7 (dal 2018)
- Audi Q7 (dal 2020)
- Audi Q8 (dal 2019)
- Kia Sportage (dal 2018)
- Hyundai Tucson (dal 2018)
- Ram 1500 (dal 2019)
- Jeep Wrangler (dal 2018)
- Mercedes-Benz C 200 (dal 2018)
- Mercedes-Benz CLS 350 (dal 2018)
- Mercedes-Benz CLS 450 (dal 2018)
- Mercedes-AMG CLS 53 (dal 2018)
- Mercedes-Benz GLE 450 (dal 2019)
- Mercedes-Benz S 450 (dal 2018)
- Mercedes-Benz S 500 (dal 2018)
- Mercedes-AMG GT 53 4MATIC + (dal 2018)
- Mercedes-AMG E53 (dal 2018)
- Land Rover Range Rover Evoque (dal 2018)
- Mazda CX-5 (dal 2019)[15]
- Mazda 3 (BP) (dal 2019)[16][17][18]
- Mazda 2 (dal 2020)[19]
- Fiat 500 (dal 2020)
- Fiat Panda e (dal 2020)
- Subaru Forester e-boxer (dal 2019)
- Jeep Compass (dal 2020)
- Jeep Renegade (dal 2021)
- Jeep Avenger (dal 2024)
- Fiat 500X (dal 2022)
- Fiat Tipo (dal 2022)
- Alfa Romeo Tonale (dal 2023)